# Philoscia incurva
Philoscia incurva är en kräftdjursart som beskrevs av Gustav Budde-Lund 1902. Philoscia incurva ingår i släktet Philoscia och familjen Philosciidae. Inga underarter finns listade i Catalogue of Life.